# Grupa poetycka Estakada
Grupa poetycka Estakada – powstała w 1998 roku w Katowicach. Jej członkowie określali grupę jako programową, jednak było to typowe ugrupowanie sytuacyjne, którego działalność sprowadzała się do organizowania pod wspólnym szyldem spotkań autorskich oraz publikacji utworów na łamach pism literackich (m.in. „Śląsk”, „Opcje”) w opozycji do istniejącej i uznanej już przez krytykę grupy poetyckiej NaDziko. 
Skład Estakady był do końca niezmienny: Paweł Barański, Ryszard Chłopek, Paweł Lekszycki, Paweł Sarna i Urszula Zajkowska. Siedzibą grupy był GuGalander, gdzie odbyła się część spotkań poetyckich, a także zorganizowany przez formację ogólnopolski konkurs poetycki O Kielich Bachusa. TVP 3 zrealizowała 45. min. paradokument na temat Estakady. W roku 1999 od grupy odłącza się jej główny animator – Paweł Barański. Ostatecznie grupa Estakada swoją działalność zakończyła w 2001.